# Blanka Vlašić
Blanka Vlašić (Split, Yugoslavia; 8 de noviembre de 1983) es una exatleta croata, especialista en la prueba de salto de altura.

## Trayectoria
Mide 1,93 m, pesa 75 kg y fue entrenada por su padre Joško Vlašić, un antiguo decatleta. El nombre Blanka viene de cuando su padre participó en los Juegos del Mediterráneo de Casablanca en 1983. Le gustó tanto esa ciudad que decidió llamar a su hija Blanka.[cita requerida] Es hermana del futbolista Nikola Vlašić.
Ha sido dos veces campeona del mundo en categoría junior (2000 y 2002). Sus mejores resultados en categoría absoluta han sido las medallas de oro en los Campeonatos Mundiales de Osaka 2007 y Berlín 2009, así como en los mundiales de pista cubierta de Valencia 2008 y Doha 2010. En 2010 también se proclamó campeona de Europa en el Europeo de Barcelona, lo que la llevó a ser elegida mejor atleta europea de ese año.
Participó en cuatro Juegos Olímpicos, siendo subcampeona en Pekín 2008, tercera en Río de Janeiro 2016 y finalista en Atenas 2004. También fue finalista en los Mundiales al aire libre de Edmonton 2001 y París 2003.
Su mejor marca personal es de 2,08 m, lograda el 31 de agosto de 2009 en Zagreb (Croacia), que fue la mejor marca mundial del año, el récord nacional de Croacia y la segunda mejor marca de todos los tiempos.
Durante los últimos años de su carrera se vio aquejada de numerosas lesiones hasta que en febrero de 2021 anunció su retirada de la competición.

## Mejores marcas personales
- Salto de altura
  - Pista cubierta: 2,06 m. (Arnstadt, Alemania - 6 de febrero de 2010) 
  - Aire libre: 2,08 m. (Zagreb, Croacia - 31 de agosto de 2009)

## Palmarés

### Internacional
| Año  | Competición                          | Lugar                          | Puesto | Marca  |
| ---- | ------------------------------------ | ------------------------------ | ------ | ------ |
| 1999 | Campeonato Mundial Sub-18            | Bydgoszcz, Polonia,            | 8.ª    | 1'75 m |
| 2000 | Juegos Olímpicos                     | Sídney, Australia              | Elim.  | 1'92 m |
| 2000 | Campeonato Mundial Sub-20            | Santiago, Chile                | 1.ª    | 1'91 m |
| 2001 | Juegos Mediterráneos                 | Túnez, Túnez                   | 1.ª    | 1'90 m |
| 2001 | Campeonato Europeo Sub-20            | Grosseto, Italia               | 7.ª    | 1'88 m |
| 2001 | Campeonato Mundial                   | Edmonton, Canadá               | 6.ª    | 1'94 m |
| 2002 | Campeonato Europeo en pista cubierta | Viena, Austria                 | Elim.  | 1'92 m |
| 2002 | Campeonato Mundial Sub-20            | Kingston, Jamaica              | 1.ª    | 1'96 m |
| 2002 | Campeonato Europeo                   | Múnich, Alemania               | 5.ª    | 1'89 m |
| 2003 | Campeonato Mundial en pista cubierta | Birmingham, Reino Unido        | 4.ª    | 1'96 m |
| 2003 | Campeonato Europeo Sub-23            | Bydgoszcz, Polonia             | 1.ª    | 1'98 m |
| 2003 | Campeonato Mundial                   | París, Francia                 | 7.ª    | 1'95 m |
| 2003 | IAAF World Athletics Final           | Montecarlo, Mónaco             | 4.ª    | 1'96 m |
| 2004 | Campeonato Mundial en pista cubierta | Budapest, Hungría              | 3.ª    | 1'97 m |
| 2004 | Juegos Olímpicos                     | Atenas, Grecia                 | 11.ª   | 1'89 m |
| 2005 | Campeonato Mundial                   | Helsinki, Finlandia            | Elim.  | 1'88 m |
| 2006 | Campeonato Mundial en pista cubierta | Moscú, Rusia                   | 2.ª    | 2'00 m |
| 2006 | Campeonato Europeo                   | Gotemburgo, Suecia             | 4.ª    | 2'01 m |
| 2006 | IAAF World Athletics Final           | Stuttgart, Alemania            | 6.ª    | 1'90 m |
| 2007 | Campeonato Mundial                   | Osaka, Japón                   | 1.ª    | 2'05 m |
| 2007 | Campeonato Europeo en pista cubierta | Birmingham, Reino Unido        | 4.ª    | 1'92 m |
| 2007 | IAAF World Athletics Final           | Stuttgart, Alemania            | 1.ª    | 2'00 m |
| 2008 | Campeonato Mundial en pista cubierta | Valencia, España               | 1.ª    | 2'03 m |
| 2008 | Juegos Olímpicos                     | Pekín, China                   | 2.ª    | 2'05 m |
| 2008 | IAAF World Athletics Final           | Stuttgart, Alemania            | 1.ª    | 2'01 m |
| 2009 | Campeonato Mundial                   | Berlín, Alemania               | 1.ª    | 2'04 m |
| 2009 | IAAF World Athletics Final           | Salónica, Grecia               | 1.ª    | 2'04 m |
| 2010 | Campeonato Europeo                   | Barcelona, España              | 1.ª    | 2'03 m |
| 2010 | Campeonato Mundial en pista cubierta | Doha, Catar                    | 1.ª    | 2'00 m |
| 2010 | Copa Continental de la IAAF          | Split, Croacia                 | 1.ª    | 2'05 m |
| 2010 | Diamond League                       | Diamond League                 | 1.ª    | 1.ª    |
| 2011 | Campeonato Mundial                   | Daegu, Corea del Sur           | 2.ª    | 2'03 m |
| 2011 | Diamond League                       | Diamond League                 | 1.ª    | 1.ª    |
| 2014 | Campeonato Mundial en pista cubierta | Sopot, Polonia                 | 6.ª    | 1'94 m |
| 2014 | Diamond League                       | Diamond League                 | 3.ª    | 3.ª    |
| 2015 | Campeonato Mundial                   | Pekín, República Popular China | 2.ª    | 2'01 m |
| 2016 | Juegos Olímpicos                     | Río de Janeiro, Brasil         | 3.ª    | 1'97 m |

### Nacional
- 4x Campeona nacional absoluta al aire libre, en salto de altura (2000, 2001, 2002, 2005)
- 3x Campeona nacional en pista cubierta, en salto de altura (2001, 2002, 2004)